# 椅子から立ち上がる男性の肖像
『椅子から立ち上がる男性の肖像』（いすからたちあがるだんせいのしょうぞう、蘭: Portret van een man die uit een stoel opstaat、英: Portrait of a Man Rising from His Chair）は、17世紀オランダ絵画黄金時代の巨匠レンブラント・ファン・レインが1633年にキャンバス上に油彩で制作した絵画である。2006年以来、米国オハイオ州のシンシナティにあるタフト美術館に所蔵されている。画面右側の男性の手の下に「Rembrandt.f / 1633」という署名と制作年が記されており、レンブラントの真作であることになんら疑問の余地はない。

## 作品

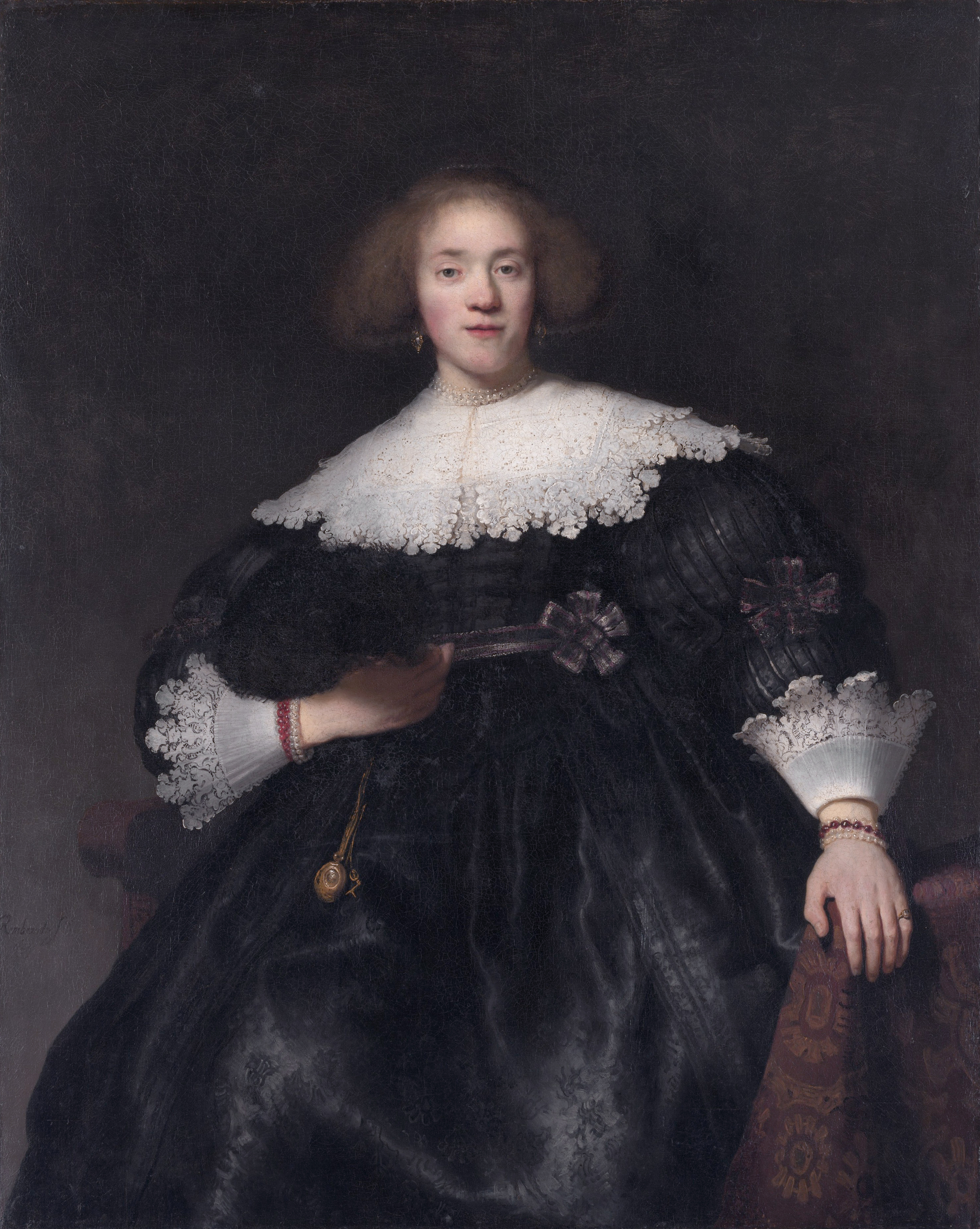
レンブラント『扇を持つ若い女性の肖像』 (1633年)、メトロポリタン美術館、ニューヨーク

この富裕な人物のポーズは非常に生き生きとしている。おそらく、彼は来客に挨拶をするためか、来客に妻を紹介するために立ち上がっているところである。妻は対作品『扇を持つ若い女性の肖像』 (メトロポリタン美術館、ニューヨーク) に表されている。1793年以来、両作品は別々の所有者の手に渡ったが、ときおり特別展でいっしょに展示されてきた。両作のサイズと構図の類似点に最初に気づいたのはドイツの美術史家ヴィルヘルム・フォン・ボーデで、1897年の彼のレンブラントの作品目録で対作品として提示した。
オランダでは、1620年代を通して対作品の肖像画は保守的な形式のものにとどまったが、それはスペインの宮廷肖像画 (オランダは16世紀にスペインの支配下にあった) と、より近い時期のイングランドの公的な肖像画の影響によるものであった。レンブラントの対作品では人物が鑑賞者に提示され、お互いに革新的に関わっており、画家が保守的な基準から離脱していることを示している。この点で、彼はフランドルの巨匠ヴァン・ダイクに一部影響を受けている。
本作では、光が男性のレースのカラーとカフス、ピンク色の頬、伸ばされた腕を照らしている。レンブラントは見事な技術で男性の衣服の細部を描き、実際に血が通っているかのような温かな肌を創造している。富裕なオランダの中産階級は、結婚を記念するためにしばしば肖像画を依頼した。対作品である『扇を持つ若い女性の肖像』は本作の右側に掛けられたはずで、本作の男性は彼女にジェスチャーをしているかのように見えたであろう。それは、当時としては革新的なポーズであった。
男性の黒と白の謹厳な衣服は謙虚さを示すが、衣服の細部と材質は富を示す。労働者階級の女性たちによって作られた高価なレースが彼のカラーとカフスを装飾し、金糸で縁取られた絹のリボンがジャカード織の花模様のある黒いジャケットを飾っている。深い黒色の布地を制作するには、中米の沼地から奴隷とされた人々によって収穫されたアカミノキの染料が必要であった。この染料は贅沢品で、その使用は国々が競って制限しようとしたものである。

## 来歴
本作は、パリのプルタレ (Pourtalès) 家からチャールズ・P・タフト (Charles P. Taft) 氏によって購入された。絵画に支払われた価格は公にされなかったものの、ロンドンのタイムズ紙では、購入された当時 (1909年ごろ) には50万ドルであったと報じられた。1927年に作品はタフト氏からシンシナティ美術館に寄贈されたが、2006年にタフト美術館に移された。